# AnandTech
AnandTech è una rivista online di hardware per computer. È stata fondata nel 1997 dall'allora 14enne Anand Lal Shimpi, che ha ricoperto il ruolo di CEO e caporedattore fino al 30 agosto 2014, e Ryan Smith che lo ha sostituito come caporedattore. Il sito è una fonte di recensioni di hardware e di benchmark, rivolto agli appassionati di computer building, ma in seguito ampliati per coprire dispositivi mobile come smartphone e tablet. Si trattava di articoli investigativi, essendo stati citati da altri siti di notizie tecnologiche come PC Magazine e The Inquirer.
Alcuni dei loro articoli su prodotti di mercato di massa come i telefoni cellulari sono sindacati da CNNMoney. Il grande forum di accompagnamento è raccomandato da alcuni libri per la ricerca di occasioni nel campo della tecnologia. AnandTech è stata acquisita da Purch il 17 dicembre 2014.

## Storia
Nelle sue fasi iniziali, Matthew Witheiler è stato co-proprietario e Senior Hardware Editor, creando recensioni approfondite da insider per il sito. Nel 2004 AnandTech ha aggiunto una funzione di ricerca dei prezzi dei computer tramite un motore di prezzi sviluppato internamente dal senior editor come progetto di laurea in data mining. Questo motore di prezzi si chiama  RTPE.
Nel 2006 un editore di AnandTech ha lanciato uno spin-off chiamato DailyTech, un sito di notizie sulla tecnologia. La mossa ha seguito un'analoga evoluzione della sezione di notizie della pubblicazione di AnandTech, Tom's Hardware Guide, in TG Daily alcuni mesi prima.
Il 30 agosto 2014, Anand ha annunciato la sua decisione di ritirarsi dall'industria editoriale tecnologica per lavorare in Apple, e ha nominato Ryan Smith, redattore AnandTech di lunga data, come suo successore.
Il 17 dicembre 2014, Purch ha annunciato l'acquisizione di Anandtech.com.
Il 30 Agosto 2024,  Ryan Smith ha annunciato la cessazione delle attività della rivista.

## Recensioni
Descrivendo AnandTech nel 2008, l'autore Paul McFedries ha scritto che "il suo cuore e la sua pretesa di fama è la massiccia raccolta di recensioni incredibilmente approfondite". Nel 2008, l'esperto di blog Bruce C. Brown ha definito AnandTech uno dei "cani di grossa taglia nel campo tecnologico". Nel 2005, l'esperto di computer Leo Laporte ha descritto AnandTech come "un eccellente sito web di recensioni e tecnologia per hardware 3D e altri componenti del computer", e ha affermato che "è uno dei siti di recensione hardware più professionali online".

## Forum
AnandTech ha oltre 350.000 utenti registrati e oltre 35 milioni di post. I forum AnandTech ospitano team di calcolo distributivo noti collettivamente come TeAm AnandTech (o semplicemente The TeAm). AnandTech contiene una vasta gamma di sotto-forum, incluso l'ambiente informale di AnandTech Off-Topic (o ATOT, come lo chiamano i membri) fino al forum molto più tecnico Highly Technical. AnandTech gestisce inoltre numerosi forum di e-commerce altamente regolamentati, come Hot Deals e For Sale/For Trade.
Nel luglio 2007, il forum ha subito importanti cambiamenti che gli amministratori del sito hanno dichiarato necessari per favorire la crescita della base di utenti. Il filtro profanità è stato rimosso (sebbene l'uso del linguaggio volgare sia limitato), e sono state rivelate le identità di moderatori volontari tradizionalmente anonimi (con l'eccezione di due). Molti sotto-forum sono stati ristrutturati e aggiunti in questa revisione.